# 9e étape du Tour de France 2009
Pour un article plus général, voir Tour de France 2009.
La 9e étape du Tour de France 2009 emmène le tour de Saint-Gaudens (Haute-Garonne) à Tarbes (Hautes-Pyrénées) sur une distance de 160 km. Il s'agit de la 3e étape de haute montagne, dernière étape dans les Pyrénées avant la première journée de repos.

## Parcours
Après 48 km et le passage à Arreau, s'offre la première difficulté de la journée : le classique col d'Aspin qui s'élève à 1 490 m avec 12 km de montée à 6,6 %. Directement après la descente et le passage à Sainte-Marie-de-Campan se trouve l'ascension du plus célèbre col des Pyrénées : le col du Tourmalet avec ses 17 km d'ascension à 7,1 % pour un sommet de 2 115 m. Cependant, il reste alors 70 kilomètres de descente puis de plat pour rejoindre l'arrivée à Tarbes.

## Récit
Le départ de l'étape est une nouvelle fois rapide. Après 12 kilomètres, c'est un groupe de 12 coureurs qui faussent compagnie au peloton. On y retrouve notamment Pierrick Fédrigo, Jens Voigt, Christophe Riblon, Stijn Devolder mais aussi deux sprinteurs Heinrich Haussler et Leonardo Duque. Quelques kilomètres plus loin, ils sont rejoints par l'Italien Franco Pellizotti. Cependant, le peloton ne les laisse pas manœuvrer et engage la poursuite sous l'impulsion des Astana et des Euskaltel-Euskadi, non représentés à l'avant. Alors que la jonction va s'opérer, Pellizotti relance l'échappée ; il est suivi par Fédrigo, Voigt et Duque.
Le peloton se relève et l'écart culminera à cinq minutes au pied du col d'Aspin. Dans celui-ci, alors que Duque est lâché à l'avant, les contres se multiplient dans le peloton sans que les leaders ne s'en mêlent. Finalement, c'est un groupe de 12 qui se retrouve en poursuite avec notamment Egoi Martínez et David Moncoutié, intéressés par le classement de la montagne. Au sommet de l'Aspin, les trois hommes de tête conservent 2 min 50 s sur les poursuivants et 3 min 45 s sur le peloton.
Dans le Tourmalet, Pellizotti accélère à l'avant et c'est Voigt qui en fait les frais. Derrière, Maxime Bouet rejoint les poursuivants, tandis que les favoris ne bougent pas. Au sommet, Pellizotti passe de nouveau en tête devant Fédrigo, se replaçant ainsi dans la quête du maillot blanc à pois rouges. Ils franchissent le col avec 2 min 50 s sur les poursuivants et plus de 4 min 30 s sur un peloton apathique.
Au pied de la descente, les deux sprinteurs espagnols Óscar Freire et José Joaquín Rojas parviennent à revenir dans le peloton, qui entame alors la chasse en vue d'un sprint. Emmené par les équipes Caisse d'Épargne et Rabobank, il avale les poursuivants à 40 kilomètres de l'arrivée. Alors que les deux échappés semblent en mesure d'être repris, son allure plafonne. Finalement, la victoire à Tarbes se joue entre Fédrigo et Pellizotti, et c'est le Français qui profite de sa pointe de vitesse supérieure pour conquérir sa deuxième victoire d'étape dans le Tour de France après celle de Gap en 2006.
En mars 2011, Pellizotti est finalement déclassé de l'étape, en raison de données anormales constatées sur son passeport biologique.
Au classement général, il n'y a aucune modification notable, Rinaldo Nocentini conserve le maillot jaune. Le maillot de meilleur grimpeur passe sur les épaules du basque Egoi Martínez tandis que Franco Pellizotti se replace troisième et que David Moncoutié marque ses premiers points.

## Sprints intermédiaires
| Premier   | Leonardo Duque   | 6 Pts. |
| Deuxième  | Pierrick Fédrigo | 4 Pts. |
| Troisième | Jens Voigt       | 2 Pts. |

| Premier   | Pierrick Fédrigo   | 6 Pts. |
| Deuxième  | Franco Pellizotti  | 4 Pts. |
| Troisième | Juan Manuel Gárate | 2 Pts. |

| Premier   | Pierrick Fédrigo    | 6 Pts. |
| Deuxième  | Franco Pellizotti   | 4 Pts. |
| Troisième | José Iván Gutiérrez | 2 Pts. |

| Premier   | Pierrick Fédrigo  | 20 Pts. |
| Deuxième  | Franco Pellizotti | 17 Pts. |
| Troisième | Óscar Freire      | 15 Pts. |
| Quatrième | Sergueï Ivanov    | 13 Pts. |
| Cinquième | Peter Velits      | 11 Pts. |

## Côtes
| Premier   | Franco Pellizotti     | 15 pts. |
| Deuxième  | Pierrick Fédrigo      | 13 pts. |
| Troisième | Jens Voigt            | 11 pts. |
| Quatrième | Leonardo Duque        | 9 pts.  |
| Cinquième | Egoi Martínez         | 8 pts.  |
| Sixième   | Laurens ten Dam       | 7 pts.  |
| Septième  | Jurgen Van den Broeck | 6 pts.  |
| Huitième  | Juan Manuel Gárate    | 5 pts   |

| Premier   | Franco Pellizotti     | 40 pts. |
| Deuxième  | Pierrick Fédrigo      | 36 pts. |
| Troisième | Juan Manuel Gárate    | 32 pts. |
| Quatrième | Thomas Voeckler       | 28 pts. |
| Cinquième | David Moncoutié       | 24 pts. |
| Sixième   | Jurgen Van den Broeck | 20 pts. |
| Septième  | Egoi Martínez         | 16 pts. |
| Huitième  | Sérgio Paulinho       | 14 pts  |
| Neuvième  | Laurens ten Dam       | 12 pts  |
| Dixième   | Amets Txurruka        | 10 pts  |

## Classement de l'étape
| Classement de la 9e étape | Classement de la 9e étape | Classement de la 9e étape | Classement de la 9e étape | Classement de la 9e étape |
|                           | Coureur                   | Pays                      | Équipe                    | Temps                     |
| ------------------------- | ------------------------- | ------------------------- | ------------------------- | ------------------------- |
| 1er                       | Pierrick Fédrigo          | FRA                       | BBox Bouygues Telecom     | en 4 h 5 min 31 s         |
| 2e                        | Franco Pellizotti         | ITA                       | Liquigas                  | m.t.                      |
| 3e                        | Óscar Freire              | ESP                       | Rabobank                  | + 34 s                    |
| 4e                        | Sergueï Ivanov            | RUS                       | Team Katusha              | + 34 s                    |
| 5e                        | Peter Velits              | SVK                       | Team Milram               | + 34 s                    |
| 6e                        | José Joaquín Rojas        | ESP                       | Caisse d'Épargne          | + 34 s                    |
| 7e                        | Greg Van Avermaet         | BEL                       | Silence-Lotto             | + 34 s                    |
| 8e                        | Geoffroy Lequatre         | FRA                       | Agritubel                 | + 34 s                    |
| 9e                        | Alessandro Ballan         | ITA                       | Lampre-NGC                | + 34 s                    |
| 10e                       | Nicolas Roche             | IRL                       | AG2R La Mondiale          | + 34 s                    |
| modifier                  |                           |                           |                           |                           |

## Classement général
| Classement général à la 9e étape | Classement général à la 9e étape | Classement général à la 9e étape | Classement général à la 9e étape | Classement général à la 9e étape |
|                                  | Coureur                          | Pays                             | Équipe                           | Temps                            |
| -------------------------------- | -------------------------------- | -------------------------------- | -------------------------------- | -------------------------------- |
| 1er                              | Rinaldo Nocentini                | ITA                              | AG2R La Mondiale                 | en 34 h 24 min 21 s              |
| 2e                               | Alberto Contador                 | ESP                              | Astana                           | + 6 s                            |
| 3e                               | Lance Armstrong                  | USA                              | Astana                           | + 8 s                            |
| 4e                               | Levi Leipheimer                  | USA                              | Astana                           | + 39 s                           |
| 5e                               | Bradley Wiggins                  | GBR                              | Garmin-Slipstream                | + 46 s                           |
| 6e                               | Andreas Klöden                   | GER                              | Astana                           | + 54 s                           |
| 7e                               | Tony Martin                      | GER                              | Team Columbia-HTC                | + 1 min 0 s                      |
| 8e                               | Christian Vande Velde            | USA                              | Garmin-Slipstream                | + 1 min 24 s                     |
| 9e                               | Andy Schleck                     | LUX                              | Team Saxo Bank                   | + 1 min 49 s                     |
| 10e                              | Vincenzo Nibali                  | ITA                              | Liquigas                         | + 1 min 54 s                     |
| modifier                         |                                  |                                  |                                  |                                  |

## Classements annexes

### Classement par points
| Classement par points | Classement par points | Classement par points | Classement par points | Classement par points |
| --------------------- | --------------------- | --------------------- | --------------------- | --------------------- |
|                       | Coureur               | Pays                  | Équipe                | Point(s)              |
| 1er                   | Thor Hushovd          | NOR                   | Cervélo TestTeam      | 117 points            |
| 2e                    | Mark Cavendish        | GBR                   | Team Columbia-HTC     | 106 pts               |
| 3e                    | José Joaquín Rojas    | ESP                   | Caisse d'Épargne      | 75 pts                |
| modifier              |                       |                       |                       |                       |

### Classement de la montagne
| Classement du meilleur grimpeur | Classement du meilleur grimpeur | Classement du meilleur grimpeur | Classement du meilleur grimpeur | Classement du meilleur grimpeur |
| ------------------------------- | ------------------------------- | ------------------------------- | ------------------------------- | ------------------------------- |
|                                 | Coureur                         | Pays                            | Équipe                          | Point(s)                        |
| 1er                             | Egoi Martínez                   | ESP                             | Euskaltel-Euskadi               | 78 points                       |
| 2e                              | Christophe Kern                 | FRA                             | Cofidis                         | 59 pts                          |
| 3e                              | Franco Pellizotti               | ITA                             | Liquigas                        | 55 pts                          |
| modifier                        |                                 |                                 |                                 |                                 |

### Classement du meilleur jeune
| Classement général du meilleur jeune | Classement général du meilleur jeune | Classement général du meilleur jeune | Classement général du meilleur jeune | Classement général du meilleur jeune |
|                                      | Coureur                              | Pays                                 | Équipe                               | Temps                                |
| ------------------------------------ | ------------------------------------ | ------------------------------------ | ------------------------------------ | ------------------------------------ |
| 1er                                  | Tony Martin                          | GER                                  | Team Columbia-HTC                    | en 34 h 25 min 21 s                  |
| 2e                                   | Andy Schleck                         | LUX                                  | Team Saxo Bank                       | + 49 s                               |
| 3e                                   | Vincenzo Nibali                      | ITA                                  | Liquigas                             | + 54 s                               |
| modifier                             |                                      |                                      |                                      |                                      |

### Classement par équipes
| Classement par équipes | Classement par équipes | Classement par équipes | Classement par équipes |
|                        | Équipe                 | Pays                   | Temps                  |
| ---------------------- | ---------------------- | ---------------------- | ---------------------- |
| 1re                    | AG2R La Mondiale       | France                 | en 101 h 29 min 15 s   |
| 2e                     | Astana                 | Kazakhstan             | + 3 s                  |
| 3e                     | Team Columbia-HTC      | États-Unis             | + 4 min 45 s           |
| modifier               |                        |                        |                        |

### Combativité
Franco Pellizotti

## Abandons
- Danilo Napolitano (hors délai)